# Cyprian Grabowski
Cyprian Grabowski (ur. 12 września 2009 w Warszawie) - polski aktor dziecięcy znany z ról w filmach Ikar. Legenda Mietka Kosza oraz Dawid i elfy. Nominowany do Polskiej Nagrody Filmowej w 2020 roku w kategorii odkrycie roku.  

## Filmografia
| Rok  | Tytuł                      | Rola                           | Uwagi                                                    |
| ---- | -------------------------- | ------------------------------ | -------------------------------------------------------- |
| 2019 | Ikar. Legenda Mietka Kosza | Mieczysław Kosz w dzieciństwie | film biograficzny, reżyseria: Maciej Pieprzyca           |
| 2021 | Dawid i elfy               | Dawid                          | film świąteczny, reżyseria: Michał Rogalski              |
| 2021 | The Hero                   | Cyprian                        | film krótkometrażowy, reżyseria: Milena Dutkowska        |
| 2023 | Chłopi                     | Witek                          | film animowany, reżyseria: Dorota Kobiela, Hugh Welchman |
| 2024 | Cięcie                     | Piotr w młodości               | film krótkometrażowy, reżyseria: Julia Staniszewska      |

### Widowiska telewizyjne
- 2022: Prawdopodobnie ciało stałe jako Młodszy Jonasz[3]